# Jayson Papeau
Jayson Papeau (Melun, 30 giugno 1996) è un calciatore francese, centrocampista dell'Al-Markhiya.

## Carriera
Ha iniziato la sua carriera nel Sainte-Geneviève nella quarta divisione francese. Nel 2019 viene acquistato dall'Amiens ma, non riuscendo a trovare spazio in prima squadra, il 2 gennaio 2020 viene ceduto in prestito fino al termine della stagione al Chambly. Il 10 gennaio successivo debutta con il Chambly nell'incontro di Ligue 2 vinto per 1-0 contro l'Orléans. Rientrato dal prestito, inizia a giocare con una certa regolarità in prima squadra, riuscendo a totalizzare 32 presenze e due reti tra campionato e coppa nazionale in una stagione e mezza. Il 31 agosto 2021 viene acquistato a titolo definitivo dalla squadra polacca del Warta Poznań, militante nell'Ekstraklasa.

## Statistiche

### Presenze e reti nei club
Statistiche aggiornate al 22 maggio 2022.
| Stagione        | Squadra          | Campionato      | Campionato | Campionato | Coppe nazionali | Coppe nazionali | Coppe nazionali | Coppe continentali | Coppe continentali | Coppe continentali | Altre coppe | Altre coppe | Altre coppe | Totale | Totale |
| Stagione        | Squadra          | Comp            | Pres       | Reti       | Comp            | Pres            | Reti            | Comp               | Pres               | Reti               | Comp        | Pres        | Reti        | Pres   | Reti   |
| --------------- | ---------------- | --------------- | ---------- | ---------- | --------------- | --------------- | --------------- | ------------------ | ------------------ | ------------------ | ----------- | ----------- | ----------- | ------ | ------ |
| 2018-2019       | Sainte-Geneviève | N2              | 27         | 7          | CF              | 1               | 0               |                    | -                  | -                  |             | -           | -           | 28     | 7      |
| 2019-gen. 2020  | Amiens 2         | N3              | 7          | 2          |                 | -               | -               |                    | -                  | -                  |             | -           | -           | 7      | 2      |
| gen.-giu. 2020  | Chambly          | L2              | 1          | 0          | CF+CdL          | 1+0             | 0               |                    | -                  | -                  |             | -           | -           | 2      | 0      |
| 2020-2021       | Amiens           | L2              | 26         | 1          | CF              | 1               | 0               |                    | -                  | -                  |             | -           | -           | 27     | 1      |
| lug.-ago. 2021  | Amiens           | L2              | 5          | 1          | CF              | -               | -               |                    | -                  | -                  |             | -           | -           | 5      | 1      |
| Totale Amiens   | Totale Amiens    | Totale Amiens   | 31         | 2          |                 | 1               | 0               |                    | -                  | -                  |             | -           | -           | 32     | 2      |
| ago. 2021-2022  | Warta Poznań     | EK              | 26         | 0          | CP              | 0               | 0               |                    | -                  | -                  |             | -           | -           | 26     | 0      |
| Totale carriera | Totale carriera  | Totale carriera | 92         | 11         |                 | 3               | 0               |                    | -                  | -                  |             | -           | -           | 95     | 11     |